# Гладкое (Ленинградская область)
Гла́дкое — посёлок в Никольском городском поселении Тосненского района Ленинградской области.

## Название
Гертовское болото, на котором расположен посёлок, в начале XX века называлось болото Гладкое.

## История
Посёлок Гладкое учитывается областными административными данными в составе Никольского сельсовета Тосненского района с 1 января 1938 года.

Земли посёлка Гладкое на карте 1941 года

С 1 сентября 1941 года по 31 декабря 1943 года посёлок находился в оккупации.
С 1958 года в составе Никольского поссовета Тосненского района.
С 1963 года Никольский поссовет подчинён Тосненскому горсовету.
По данным 1966, 1973 и 1990 годов посёлок Гладкое входил в состав Никольского поссовета.
В 1997 году в посёлке Гладкое Никольского городского поселения проживали 812 человек, в 2002 году — 760 человек (русские — 90 %). В 2007 году — 728.

## География
Посёлок расположен в северной части района к югу от административного центра поселения города Никольское на автодороге 41К-268 (подъезд к пос. Гладкое), к востоку от автодороги А120 (Санкт-Петербургское южное полукольцо).
Расстояние до административного центра поселения — 8 км.
Посёлок находится близ северной оконечности болота Гладкого. В южной части посёлка находится исток Банного ручья — притока Тосны.

## Демография
| 1997 | 2007 | 2010 | 2017 |
| ---- | ---- | ---- | ---- |
| 812  | ↘728 | ↘683 | ↗740 |

## Предприятия
Торфопредприятие «Агроторф».

## Улицы
Дачная, Инженерная, Лесная, Ручейная, Центральная, Школьная.